# Pasthal
Pasthal là một thị trấn thống kê (census town) của quận Thane thuộc bang Maharashtra, Ấn Độ.

## Nhân khẩu
Theo điều tra dân số năm 2001 của Ấn Độ, Pasthal có dân số 16.185 người. Phái nam chiếm 53% tổng số dân và phái nữ chiếm 47%. Pasthal có tỷ lệ 82% biết đọc biết viết, cao hơn tỷ lệ trung bình toàn quốc là 59,5%: tỷ lệ cho phái nam là 86%, và tỷ lệ cho phái nữ là 79%. Tại Pasthal, 13% dân số nhỏ hơn 6 tuổi.